# ハインリヒ2世 (オーストリア公)

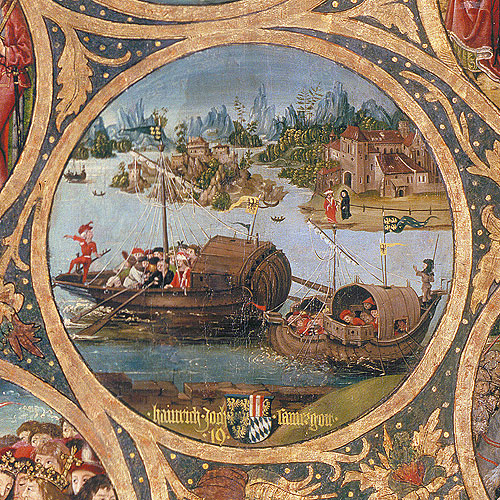
第2回十字軍におけるハインリヒ2世（クロスターノイブルク修道院）

ハインリヒ2世ヤゾミルゴット（Heinrich II. Jasomirgott, 1107年 - 1177年1月13日）は、ライン宮中伯（在位：1140年 - 1141年）、オーストリア辺境伯（在位：1141年 - 1156年）及びバイエルン公（ハインリヒ11世、在位：同）、後にオーストリア公（在位：1156年 - 1177年）。バーベンベルク家の人物。
オーストリア辺境伯レオポルト3世と神聖ローマ皇帝ハインリヒ4世の娘アグネスの子で、バイエルン公を兼ねたレオポルト4世の兄。シュヴァーベン大公フリードリヒ2世、ローマ王コンラート3世の異父弟にあたる。

## 生涯
バイエルンはヴェルフ家のハインリヒ傲岸公からコンラート3世が取り上げ、レオポルト4世に与えた領土である。ハインリヒ2世は弟のレオポルト4世の死後にバイエルン公国とオーストリア辺境伯領を手に入れたが、傲岸公の一人息子であるザクセン公ハインリヒ獅子公が皇帝フリードリヒ1世（ハインリヒ2世の甥）にバイエルンの返還を要求、1156年にフリードリヒ1世は要求を受け入れてバイエルンを獅子公に与えた。代わりにハインリヒ2世をオーストリア公に叙爵、オーストリア辺境伯領を公爵領に昇格させた。
1147年、シュテファン大聖堂の建設を始めた。1155年頃、首都をクロスターノイブルクからウィーンへ遷都、以後ウィーンはオーストリアの首都となった。1177年に死去、オーストリア公位は2番目の妃テオドラ・コムネナとの間の息子レオポルト5世が継いだ。

## 子女
1142年に神聖ローマ皇帝ロタール3世の娘でハインリヒ獅子公の母ゲルトルートと結婚したが、翌1143年に死去。
1148年、東ローマ皇帝マヌエル1世の姪（マヌエル1世の次兄アンドロニコス・コムネノスの娘）テオドラ・コムネナと再婚、3人の子を儲けた。
- アグネス（1154年? - 1183年） - ハンガリー王イシュトヴァーン3世と結婚、後にケルンテン公ヘルマンと結婚
- レオポルト5世（1157年 - 1194年）
- ハインリヒ1世（1158年 - 1223年） - メードリンク公[2]